# Pilar Rodríguez Pérez
Pilar Rodríguez Pérez (San Sebastián, 19 de noviembre de 1964) es una experta en literatura, cine, comunicación y estudios de género. Es doctora en lenguas y literaturas romances por la Universidad de Harvard, profesora en la Universidad de Columbia y actualmente profesora titular del Departamento de Comunicación de la Universidad de Deusto.

## Biografía
Pilar Rodríguez Pérez nace en San Sebastián en 1964. En 1987 se licencia en Filología Hispánica por la Universidad de Deusto, en su Campus de San Sebastián. Consigue una beca completa de la Universidad de Harvard para realizar el doctorado en Lenguas y Literaturas Romances en dicha Universidad. En 1994 defiende su tesis "Mujer y desarrollo: narrativa femenina española de Posguerra" y comienza a desarrollar su carrera docente e investigadora que le llevará por las más prestigiosas universidades del mundo.
Desarrolla su carrera académica impartiendo clases en la Universidad de Harvard en el programa “El español a través de los medios de comunicación”, diseñado por ella misma. Posteriormente, de 1995 a 2002, es profesora en la Universidad de Columbia (Nueva York) en los Departamentos de Literatura Comparada y de estudios de la mujer. También ha sido invitada como profesora a diversas instituciones europeas y norteamericanas, tales como Swansea University (Reino Unido) y Dartmouth College (Estados Unidos) Actualmente es profesora titular del Departamento de Comunicación de la Universidad de Deusto e Investigadora Principal del equipo Comunicación y ha obtenido tres sexenios de investigación reconocidos por la Comisión Nacional Evaluadora de la Actividad Investigadora, CNEAI.
Sus trabajos de investigación, sus publicaciones y direcciones de tesis se desarrollan dentro del campo de los estudios de género, el cine y la comunicación, colabora con instituciones como Emakunde, la Diputación Foral de Guipúzcoa, Diputación Foral de Álava, Barnard Collage, Es autora de numerosos libros y artículos sobre género, estudios culturales y cine. Ha ganado varios premios de ensayo. Ha participado como ponente invitada y como organizadora en diversos congresos y conferencias internacionales y colabora en actividades culturales y artísticas a nivel local, nacional e internacional. Ha sido designada por la Conferencia de Rectores de las Universidades Españolas para formar parte del Jurado del Premio Nacional de Ensayo 2018.
Es una mujer comprometida desde el ámbito académico con la visibilización de la brecha de género especialmente en la publicidad o el cine vasco, donde «en general, seguimos viendo pocas directoras en el cine. Las políticas de género siguen estando muy ausentes en la cinematografía vasca. No hay espacio para mujeres transgresoras.» También reivindica la importancia de los medios de comunicación en el tratamiento y visibilización de problemas como el de las agresiones sexuales.

## Publicaciones
Libros
- "Vidas im/propias: transformaciones del sujeto femenino en la narrativa española contemporánea"[9]
- "Mundos en conflicto: aproximaciones al cine vasco de los noventa"[10]
- "Una revisión de la modernidad desde la perspectiva de género: tres relatos de Carmen de Burgos"[11]
- "Extranjeras. Migraciones, globalización, multiculturalismo"[12]
- "El cine europeo como espacio para la reflexión social"[13]

- "Basque Cinema: a cultural and political history"[14]
- "Cine vasco: una historia política y cultural" [15]
- "Tratamiento de la violencia de género en la prensa vasca"[16]
- "Dirigir en femenino"[17]
- "Mujeres, formación y empleo: realidades y representaciones"[18]
- "Cultural Studies: Basque/European Perspectives"[19]
- Representaciones de las mujeres políticas en la prensa. [20]
- "Exilio y cine"[21]
- "The Role of the Humanities in Times of Crisis" [22]
- "Mujeres víctimas del dolor y la violencia terrorista"[23]

Capítulos
- “El cine vasco del exilio” en Sesenta años después: Euskal Erbestearen Cultura. Euskal Herria, Aktak, 1999. Páginas 341-52.

- “Exclusión y pertenencia: nación y responsabilidad en En el último azul” en El espejo y la máscara: ensayos críticos sobre la trayectoria narrativa de Carme Riera. Barcelona, Destino, 2000. Páginas 241-263

- “Subjetividad femenina y exilio en Historia de un regreso” en Martin Ugalde azterkizun-Encuentros con Martín de Ugalde. San Sebastián, Saturrarán, 2002. Páginas 193-205.

- ”Female Visions of Basque Terrorism” en A World of Differences: Women´s Narrative and Film in Twentieth-Century Spain. Minneapolis, Minnesota UP, 2002, pp. 155-167.

- “El País Vasco: ¿La cuestión pendiente de la transición”? Yoyes de Helena Taberna.” La historia a través del cine: transición y consolidación democrática en España. Vitoria-Gasteiz, UPV, 2004.

- “Tratamiento de la violencia de género en la prensa vasca” Violencia contra las mujeres. Las dimensiones de la desigualdad. León, Universidad de León, 2008, pp. 317-346.

- “Cultural Studies: Basque/European Perspectives: An Introduction” Cultural Studies: Basque/European Perspectives. Reno, University of Nevada 2010, pp. 11-30.

- “From the national to the transnational: European films and political discourse” in Conjuctions and Disruptions. Communication, Information and Media Studies in Europe. Bilbao, University of Deusto, 2011, pp. 151-62.

- “Susana and the voluptuosity of destruction” Companion to Luis Buñuel. London, Blackwell, 2013, pp. 240-254.

- “On the Function of Punk Aesthetics in Salto al vacío” and Historias del Kronen” Screening Songs in Hispanic and Lusophone Cinema. Manchester, Manchester UP, 2012, pp. 83-97.

- “Multiculturalism vs Transculturality: European Film” en Europe-Space for Transcultural Existence? Göttingen, Universitätsverlag Göttingen, 2013, pp. 163-184.

- “No habrá paz para los malvados. Presencias líquidas del mal”, en Historia, memoria y sociedad en el género negro. Literatura, cine, televisión y cómic. Santiago de Compostela, Andavira, 2013, pp. 389-395.

- “Sesso y violenza. Rappresentazioni cinematografiche di gender e ETA” en Peretti, L & V. Roghi (eds), Immagini di piombo: Cinema, storia e terrorismi in Europa. Milan: Postmedia, 117-29.

- “Producciones transnacionales recientes”, en Euskal zinema: Zinemagileen hiru belaunaldi. Cine vasco: Tres generaciones de cineastas. (Ed. Joxean Fernández). San Sebastián, Filmoteca Vasca, 2015, pp. 273-280.

- “La imagen fotográfica y literaria y el vacío de la ausencia” en Imágenes de la memoria. Víctimas del dolor y la violencia terrorista. Madrid, Biblioteca Nueva, 2015.

- “Corazones de hielo: Dolor y duelo de las mujeres víctimas de ETA” en Rodríguez, M.P. (ed.) Mujeres víctimas del dolor y la violencia terrorista, Biblioteca Nueva, Madrid, 2017, pp. 71-82.

- "La revolución big data: Transformaciones en los estudios de ocio", en Bayón, Fernando y Palmero, Carmen (eds.). Sociedad del ocio y políticas de la cultura. Una mirada interdisciplinar desde las ciencias humanas. Burgos: Universidad de Burgos. ISBN: 978-84-16283-60-6.

- “Active Participation and Citizenship: The Power of Technology to Change Power Dynamics”, Eds. Suárez, Juan Carlos; Marín, Sergio y Panarese, Paola, Comunicación, género y educación. Representaciones y (de)construcciones. Madrid: Dykinson, 509-522.

Artículos
- “Destrucción y construcción: explicitación poética en Altazor” [24]
- “Experiencia,     literatura y cine: traducciones y traiciones en La Plaza del Diamante” Anuario de Literatura y Cine en Español I (1995). Páginas 111-120.
- “La otra opción amorosa: Te dejo, amor, la mar como una ofrenda de Carme Riera” Confluencia 11.2. (Primavera 1996). Páginas 39-56.
- “Desviación y perversión en El veneno del arte de Carmen de Burgos” Symposium 51.3 (Otoño 1997). Páginas 172-185.
- “Dark Memories, Tragic Lives: Representations of the Basque Nation in Three Contemporary Films” Anuario de Literatura y Cine en Español III (1997). Páginas 129-144.

- “Encierros y fugas en la narrativa femenina española de los años cincuenta” Revista Hispánica Moderna LII (junio de 2000). Páginas 121-132.

- “Disidencias históricas: rescates,simulacros y excesos en la narrativa femenina postmoderna” Arizona Journal of Hispanic Cultural Studies 4 (2000). Páginas 77-90.

- “¿Qué desastre?¿Qué nación?¿Qué problema? Revisiones del nacionalismo español a la luz de Unamuno” INTI. Revista de literatura hispánica.51 (2000): 3-16.

- “New Documentary Productions: A New Speaking Position for Migrant Subjects in Extranjeras and Si nos dejan” Catalan Journal of Communication and Cultural Studies”. 2.1 (2010), pp. 43-58.

- “Gender Dimension in Media and  Communication Studies: Main Concepts and Illustrations in Mass Mediated Texts” Análisis 50 (2014): 27-38.

- “Infotainment in the Campaign for the 2015 Spanish general Election. An Analysis of El Hormiguero from a Gender Perspective” Cuestiones de género:de la igualdad y la diferencia. 11 (2016): 313-328.

- “From dispossession to reparation: Yoyes thirty years after her death” Revista Internacional de Pensamiento Político 11 (2016): 369-382.

- “Femvertising: female empowering strategies in recent Spanish commercials” Investigaciones  Feministas (2017): 8:2: 337-351.

- “Transformaciones en la representación de la violencia y del terrorismo en el cine: el caso del País Vasco (2000-2017)” Studia Iberica et Americana, 6: 49-63.

## Premios y reconocimientos
- Premio Nacional de Ensayo Carmen de Burgos 2003. Concedido por la Diputación de Almería.[25]

- Premio de Ensayo Becerro de Bengoa 2005. Concedido por la Diputación de Álava.[26]